# Мурадян, Размик Хачикович
Размик Хачикович Мурадян (20 мая 1938, г. Ереван, Армянская ССР, СССР) — советский и российский скульптор - монументалист.

## Биография
Родился 20 мая 1938 года в городе Ереване Армянской ССР.
Живёт и работает в Москве.
Академик Российской академии художеств (Отделение скульптуры, 2018), 
лауреат всесоюзных,  всероссийских, международных  конкурсов по монументальному искусству. 
Член Союза художников СССР, России (1963). 
Окончил Художественную студию профессора Н.Б. Никогосяна (1956). 
Выполнил более 40 монументальных произведений. 
Мурадян не получил систематического профессионального образования. Консультации у скульптора Н. Никогосяна, совместная с ним работа, художническая среда и сама действительность способствовали раннему формированию его индивидуальности.
Поразительно трудолюбивый, Мурадян — из числа тех художников, кто не ждёт вдохновения, а упорно и много работает. Первые его станковые произведения — в дереве, мраморе — это портреты. И лишь в 1970-е годы расширяется жанровый диапазон скульптора: добавляются композиционный портрет, статуя, фигура, малая пластика. Сейчас всю скульптуру Мурадян делает исключительно в бронзе. Любое произведение представляется ему законченным только тогда, когда оно выполнено в твеёрдом материале, поэтому зритель не знает гипсов Мурадяна.

## Награды
Золотая медаль Российской академии художеств (2012),  Дипломы,  Почётные грамоты Союза художников СССР, Союза художников России.
Постоянный участник московских, всероссийских, зарубежных  и международных выставок (с 1957). Персональные выставки прошли в Москве, других городах России, в ряде   стран  Европы и США.

## Известные работы
Основные монументальные произведения: памятник   И.В. Курчатову (Дубна), памятник Ю.А. Гагарину (Комсомольск-на-Амуре), памятник А.С. Пушкину (Уральск), памятник А.В. Суворову (станица Ленинградская),  памятник М. А. Горькому (Италия), памятник М. А. Горькому (Винница, Украина),  памятник павшим в Великую Отечественную войну (Сахалин), памятник И.Ф. Крузенштерну (Сахалин), памятник Г.И. Невельскому (Сахалин), памятник  Г.Я. Седову (Сахалин),  памятник В.М. Головину (Сахалин), аллея славы в честь первопроходцев арктических трасс, бюсты: А.М. Курочкина, Г.Я. Седова, О.Ю. Шмидта, В.И. Воронина, И.Д. Папанина (Архангельск, Красная пристань, Северный морской музей),  мемориальные  ансамбли, посвященные павшим в Великую Отечественную войну  (страны  СНГ). 
Создано более 500 произведений  в мраморе, камне, бронзе, дереве.
Основные станковые произведения: цикл  «Человек и природа» (мрамор), цикл «Материнство» (мрамор), цикл «Мифология» (мрамор), цикл «Танец» (мрамор), цикл «Отчаяние» (мрамор), цикл «Флора» (мрамор), цикл «Фауна» (мрамор).
Станковые произведения представлены в Государственной Третьяковской галерее (Москва), в музеях России и многих  зарубежных коллекциях.

## Семья
Супруга - Лушникова Наталья Федоровна, художник-скульптор, член союза художников России. Его дети - Хачатур Мурадян, Анна Мурадян и Артур Мурадян. Его внуки, дочери Хачатура Мурадяна, - Елизавета Мурадян и Екатерина Мурадян, а также дочери Артура, - Анастасия Мурадян и Вероника Мурадян. Его семья очень важна для него.